# Рахунок у цінних паперах
Рахунки у цінних паперах - рахунки, що ведуться зберігачами для власників цінних паперів та депозитаріями для зберігачів, емітентів  та інших депозитаріїв щодо обслуговування операцій з цінними паперами.
Рахунком  у  цінних  паперах  власника  є  згрупована  у зберігача за цим  власником  цінних  паперів  сукупність  пасивних аналітичних  рахунків  усіх  випусків цінних паперів,  що належать цьому власнику на праві власності.

Рішення  ДКЦПФР N 40 від 13.04.2000 Про затвердження Норм та правил обліку цінних паперів у Національній депозитарній системі